# Граф Каван
Граф Каван (англ. Earl of Cavan) — наследственный титул в системе Пэрства Ирландии. Он был создан 15 апреля 1647 года для Чарльза Ламберта, 2-го барона Ламберта (ок. 1600—1660). Тогда он получил титул виконта Килкурси из графства Кингс (Пэрство Ирландии). Лорд Каван был сыном Оливера Ламберта, который в 1618 году получил титул барона Ламберта из Кавана в графстве Каван (пэрство Ирландии).
Ричард Ламберт, 7-й граф Каван (1763—1837), был генералом британской армии и участвовал в Наполеоновских войнах. Ему наследовал его внук, Фредерик Ламберт, 8-й граф Каван (1815—1887).
Фредерик Ламберт, 10-й граф Каван (1865—1946), был командующий во время Первой мировой войны, а позднее получил чин фельдмаршала и был назначен начальником Генерального штаба Великобритании (1922—1926). Он скончался, не оставив мужского потомства, ему наследовал его младший брат, Хорэс Ламберт, 11-й граф Каван (1878—1950). После смерти в 1988 года Майкла Ламберта, 12-го графа Кавана, титул унаследовал Роджер Каван Ламберт, 13-й граф Каван (род. 1944), потомок 7-го графа Кавана.

## Бароны Ламберт (1618)
- Оливер Ламберт, 1-й барон Ламберт (ум. июнь 1618)
- Чарльз Ламберт, 2-й барон Ламберт (ок. 1600 — 25 июня 1660), единственный сын предыдущего, граф Каван с 1647 года

## Графов Ламберт (1647)
- 1647—1660: Чарльз Ламберт, 1-й граф Каван (ок. 1600 — 25 июня 1660), сын и преемник Оливера Ламберта, 1-го барона Ламберта
- 1660—1690: Ричард Ламберт, 2-й граф Каван (1628—1690), сын предыдущего
- 1690—1702: Чарльз Ламберт, 3-й граф Каван (7 сентября 1649 — 5 декабря 1702), единственный сын предыдущего
  - Чарльз Ламберт, лорд Ламберт (ум. февраль 1689), старший сын предыдущего
- 1702—1742: Ричард Ламберт, 4-й граф Каван (ум. 10 марта 1742), второй сын 3-го графа Кавана
  - Гилберт Ламберт, лорд Ламберт (род. до 1718 и ум. до 1742), старший сын предыдущего
- 1742—1772: Форд Ламберт, 5-й граф Каван (1718 — 29 сентября 1772), младший сын 4-го графа Кавана
- 1772—1778: Ричард Ламберт, 6-й граф Каван (ум. 2 ноября 1778), сын Генри Ламберта и внук 3-го графа Кавана
- 1778—1837: Ричард Ламберт, 7-й граф Каван (10 сентября 1763 — 21 ноября 1837), единственный сын предыдущего
  - Ричард Генри Роберт Гилберт Ламберт, виконт Килкурси (24 марта 1783 — 19 февраля 1785), старший сын предыдущего
  - Ричард Генри Ламберт, виконт Килкурси (17 апреля 1788 — 19 апреля 1788), второй сын 7-го графа Кавана
  - Джордж Фредерик Август Ламберт, виконт Килкурси (9 марта 1789 — 28 декабря 1828), третий сын 7-го графа Кавана
- 1837—1887: Фредерик Ламберт, 8-й граф Каван (30 декабря 1815 — 15 сентября 1887), второй сын предыдущего и внук 7-го графа Кавана
- 1887—1900: Фредерик Ламберт, 9-й граф Каван (21 октября 1839 — 14 июля 1900), старший сын предыдущего
- 1900—1946: Фредерик Рудольф Ламберт, 10-й граф Каван (16 октября 1865 — 28 августа 1946), старший сын предыдущего
- 1946—1950: Хорэс Ламберт, 11-й граф Каван (25 августа 1878 — 9 декабря 1950), третий сын 9-го графа Кавана
- 1950—1988: Майкл Ламберт, 12-й граф Каван (29 октября 1911 — 17 ноября 1988), единственный сын предыдущего
- 1988 — настоящее время: Роджер Каван Ламберт, 13-й граф Каван (род. 1 сентября 1944), сын Фредерика Кавана Ламберта (1902—1963) и потомок Оливера Уильяма Мэтью Ламберта (1822—1863), сына Ричарда Форда Уильяма Ламберта, 7-го графа Кавана.

Наследника титула нет.